# Trienopa major
Trienopa major är en insektsart som först beskrevs av Jacobi 1910.  Trienopa major ingår i släktet Trienopa och familjen sköldstritar. Inga underarter finns listade i Catalogue of Life.